# Tagawa (Mora)
Pour les articles homonymes, voir Tagawa (homonymie).
Tagawa (ou Tagaoua) est une localité du Cameroun située dans le canton de Boundéri, dans la commune de Mora, dans le département du Mayo-Sava et la région de l'Extrême-Nord.  

## Géographie
Tagawa se situe à l'extrême nord du département, à 50km au Nord-Est de Mora, à proximité de la frontière avec le Nigeria et à proximité du Parc national de Waza.

## Population
En 1967, on comptait 99 personnes dans la localité.
Lors du recensement de 2005, 325 personnes y ont été dénombrées, dont 156 hommes et 169 femmes.

### Ethnies
On trouve à Touchki des populations arabes Choa.

## Boko Haram
Touchki fait partie des localités qui ont souffert des attaques de Boko Haram.
Le dimanche 16 octobre 2016, 3 personnes sont tués à Tagawa par des combattants de Boko Haram. Ces deniers incendient aussi plusieurs maisons.